# Вишневий Яр
Вишне́вий Яр — село в Україні, у Дубов'язівській селищній громаді Конотопського району Сумської області. Населення становить 15 осіб. Колишній орган місцевого самоврядування — Сніжківська сільська рада.
Після ліквідації Буринського району 19 липня 2020 року село увійшло до Конотопського району.

## Географія
Село Вишневий Яр розташоване на відстані 2 км від правого берега річки Терн. На відстані 1.5 км розташоване село Сніжки.

## Історія
- Село постраждало внаслідок геноциду українського народу, проведеного урядом СССР 1932—1933 та 1946–1947 роках, встановлено смерті 3 людей[2].